# Hospital Clínico Herminda Martin
El Hospital Clínico Herminda Martin también llamado Hospital Herminda Martin u Hospital de Chillán, es el nombre del principal recinto de salud de la ciudad de Chillán, ubicado en la intersección de las avenidas Libertad y Francisco Ramírez, en la zona oriente de la ciudad. 
Debe su nombre a Herminda Martin Mieres, filántropa local que donó parte de su fortuna para construir el recinto de salud, luego de la destrucción del Hospital San Juan de Dios de Chillán a causa del Terremoto de Chillán de 1939.

## Historia

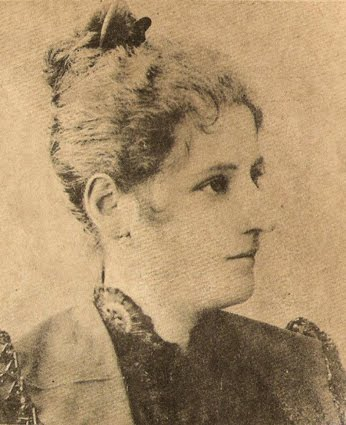
Herminda Martin Mieres

El hospital fue construido en 1941 y 1945 con los fondos donados por Herminda Martin, quien antes de morir donara su fortuna para construir el hospital. Hasta antes de esa fecha solamente funcionaba el Hospital San Juan de Dios de Chillán Viejo cual fuese destruido por el terremoto de Chillán de 1939, quedando su capilla cual hoy es monumento nacional.
En 1970 empezó a funcionar el Consultorio Adosado y el Auditorio Dr. Germán Villagrán, para 1982 se creó la Unidad de cuidados intensivos Neonatal y entre 1991 y 1996 fue construida la Torre Quirúrgica.
Entre 2007 y 2008, la activista mapuche Patricia Troncoso realizó la huelga de hambre más larga de la Historia de Chile, hasta ese entonces, en este hospital durante 112 días. Luego del Terremoto de  2010, diversas áreas quedaron inutilizables, entre ellas, la más perjudicada, fue la Torre Quirúrgica, cual fue reinaugurada en 2015.

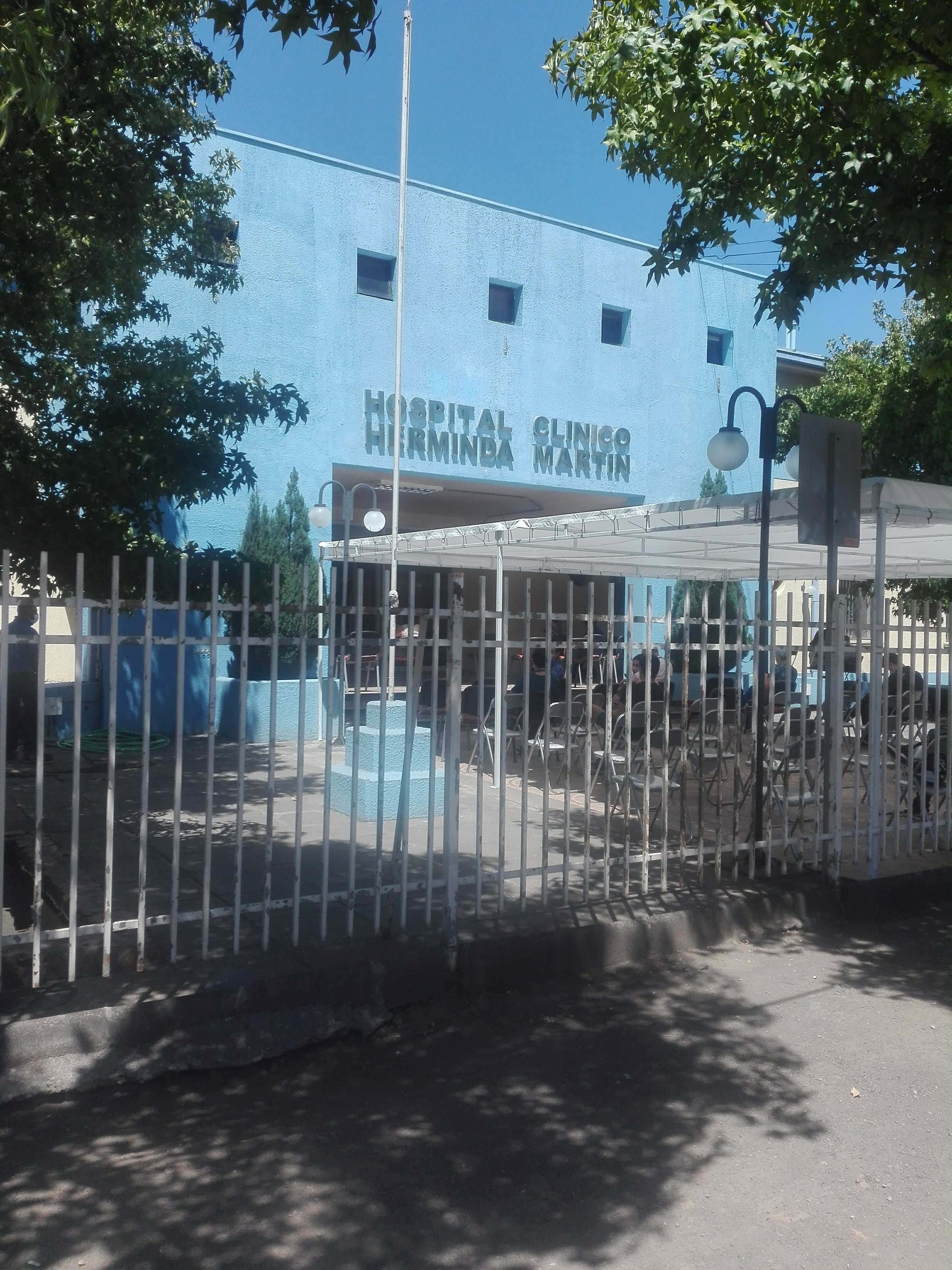
Las instalaciones del hospital durante la Pandemia de COVID-19 en Chile, se vieron modificadas. En la imagen, la sala de espera fue trasladada al acceso principal del recinto.

Tras la creación de la Región de Ñuble en 2016, el hospital se transforma en el principal recinto de salud de la división administrativa. Ante este contexto, durante Pandemia de enfermedad por coronavirus de 2020, el recinto hospitalario se convierte en punto de enfrentamiento a la enfermedad, en condiciones de que la ciudad es uno de los principales focos en el país. Asimismo, el director del Servicio de Salud Ñuble, Ricardo Sánchez Opazo, en conjunto con otros cuatro funcionarios del recinto, son internados en el hospital por contagiarse de dicha enfermedad.

## Administración
A continuación se muestra una lista con los directores del recinto hospitalario:
| Nombre                    | Periodos          |
| ------------------------- | ----------------- |
| Carlos Morales San Martin | 1945 - 1960       |
| Germán Villagrán García   | 1960 - 1965       |
| Athos Robinson Bourcet    | 1965 - 1970       |
| Arturo Godoy Acuña        | 1970 - 1974       |
| Robert Mattatal Cortés    | 1974 - 1975       |
| Reinaldo Flores Astudillo | 1975 - 1980       |
| Alfredo Jungohann S.      | 1980 - 1983       |
| Walter Vas Carrasco       | 1983 - 1990       |
| Jaime Reyes Aroca         | 1990 - 1994       |
| Carlos Hernández Muñoz    | 1994 - 1998       |
| Iván Paul Espinoza        | 1998 - 1999       |
| Rodrigo Avendaño Brandeis | 2012 - 2018       |
| Luis Pérez Ojeda          | 2018 - 2022       |
| Luz María Morán Ibáñez    | 2022 - Actualidad |